# پربن نیرگار
پربن نیرگار (انگلیسی: Preben Neergaard؛ ‏ ۲ مهٔ ۱۹۲۰ – ۲۲ ژوئیهٔ ۱۹۹۰) بازیگر، کارگردان فیلم، صداپیشه و فیلم‌نامه‌نویس اهل دانمارک بود.
از فیلم‌هایی که وی در آن نقش داشته‌است، می‌توان به روز خشم، مرغزار سرخ، قصر، زنت را به من قرض بده، زمستان آخر و نخستین دایره اشاره کرد.
وی همچنین برندهٔ جوایزی همچون نشان دنبرو شده‌است.